# Jari Rantanen
Jari Rantanen (Helsinki, 31 december 1961) is een voormalig profvoetballer uit Finland, die speelde als aanvaller gedurende zijn carrière. Hij stond onder meer onder contract bij Leicester City, IFK Göteborg en HJK Helsinki, en beëindigde zijn actieve loopbaan in 1998 bij PK-35 Helsinki.

## Interlandcarrière
Rantanen, bijgenaamd Jallu, kwam in totaal 36 keer uit voor de nationale ploeg van Finland in de periode 1983–1989. Hij maakte zijn debuut onder leiding van bondscoach Martti Kuusela op 4 mei 1983 in de OS-kwalificatiewedstrijd tegen Polen (4-0 nederlaag) in Helsinki, net als doelman Ismo Korhonen.

## Erelijst
HJK Helsinki
- Fins landskampioen

1981, 1985, 1990
- Suomen Cup

1981, 1984, 1995
 IFK Göteborg
- Zweeds landskampioen

1987